# Индийский макак
Индийский макак, или макак боннет (лат. Macaca radiata) — один из видов макак.
Места обитания вида — горные тропические леса Индии, иногда выходят в города. Длина тела взрослого боннета достигает 40—60 см, хвост — до 70 см у самцов и до 55 см у самок. Кроме ушей и морды, тело покрыто густой серой шерстью, имеются защёчные мешки. Масса самцов около 7—8 кг, самок — 4—5 кг. Живут группами до 80 особей, длительность жизни достигает 15—20 лет, в неволе — до 30. Ведут дневной образ жизни, время проводят на деревьях, но часто спускаются на землю.
Питается индийский макак семенами, орехами, фруктами, а также беспозвоночными.
Иногда выделяют два подвида: Macaca radiata radiata и Macaca radiata diluta.

## Галерея

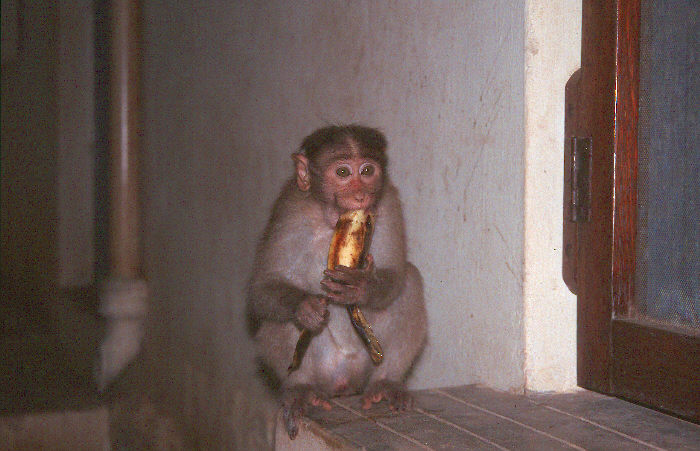
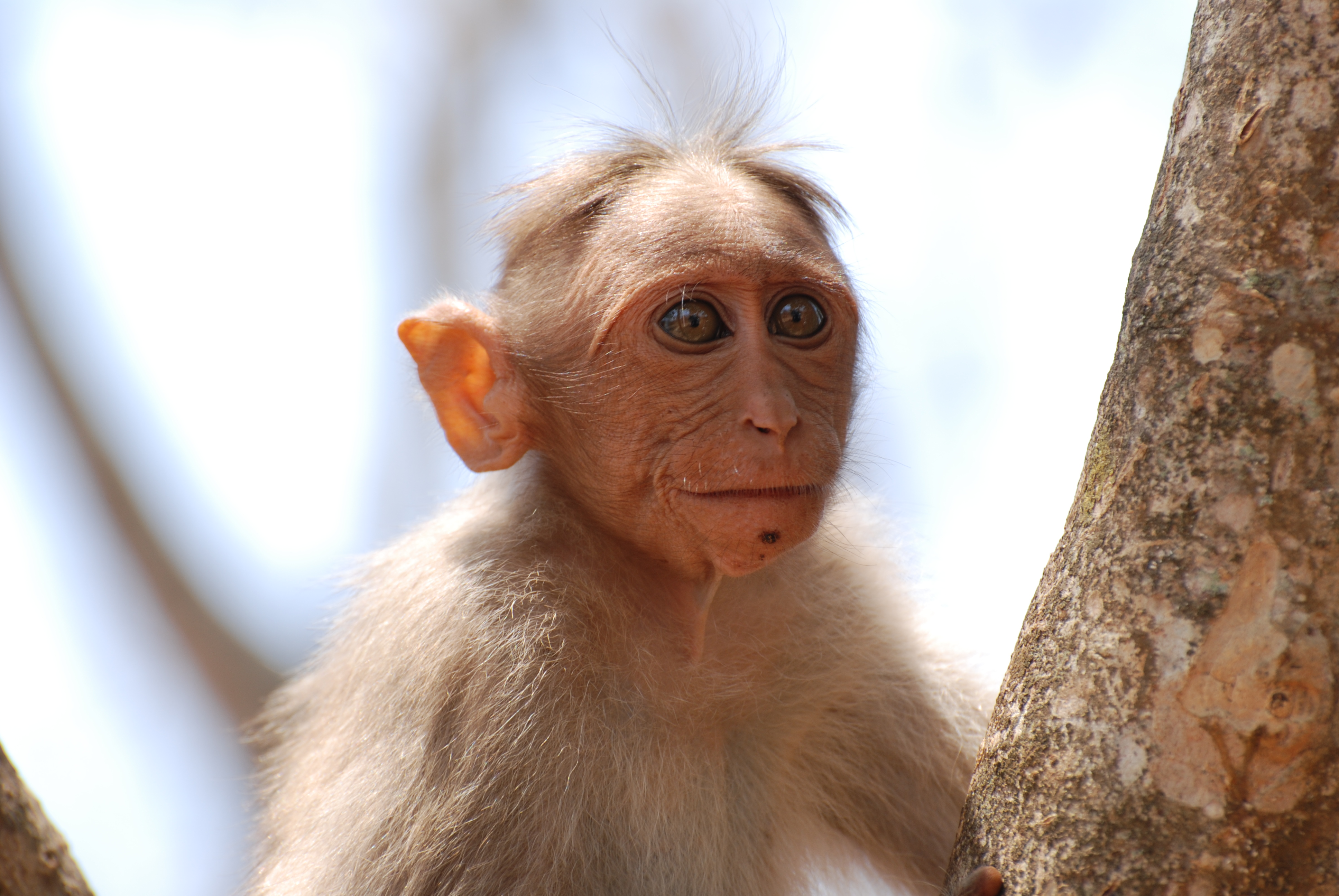
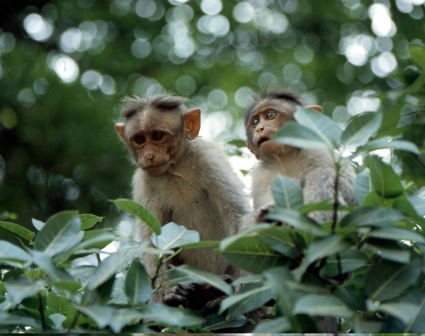